# 大隣憲司
大隣 憲司（おおとなり けんじ、1984年11月19日 - ）は、京都府京都市南区出身の元プロ野球選手（投手、左投左打）、プロ野球コーチ。現在は千葉ロッテマリーンズの二軍投手コーチを務める。

## 経歴

### プロ入り前
京都市立久世西小学校に入学して間もなく、3年生からしか入部を認められていない久世少年野球部に、グラブを持参して入部を願い、その熱心さにより入部を認められ外野手として野球を始め、3年生から投手に転向した。京都市立久世中学校では京都ライオンズで硬式野球を始めて全国大会へ出場した。
2000年に京都学園高校に入学し、1年からベンチ入りした。2002年、3年春の近畿大会では毎試合2桁奪三振を記録し優勝を果たす。しかし夏の大会前に肩を痛め、その影響もあり京都大会準々決勝で敗れた（前身の京都商業から京都学園に校名変更してからは初のプロ野球選手である）。
2003年、近畿大学に進学し、2年春にベンチ入りした。2005年の全日本大学選手権でチームは準優勝に終わったが、1試合19奪三振の大会新記録を樹立し、自責点0で最優秀防御率と特別賞を受賞した。2006年にも同大会で4強入り。世界大学野球選手権の日本代表にも選出される。
同学年で同じ左腕である立命館大学・金刃憲人とはライバル関係にあり、何度も熱戦を演じた。金刃と投げ合った4年秋の9月30日の対立命館大学戦（皇子山球場）では自身初のノーヒットノーランを達成した。関西学生リーグ通算41試合に登板し22勝11敗、防御率1.14、284奪三振。3年春、4年春にリーグMVPとベストナインを獲得した。
2006年11月21日の大学生・社会人ドラフトにおいて最大の目玉とされ、一時は広島東洋カープ以外の11球団が獲得に名乗りを挙げるほどの争奪戦の末、希望入団枠制度で福岡ソフトバンクホークスに入団した。どっしりとした体形から「近大の江夏」と異名を取っていたため、背番号は阪神時代の江夏豊と同じ28となった。ドラフト指名時には「トータルバランスの取れた投手が理想像」と語り、母校・京都学園の大先輩・沢村栄治の名が付く沢村栄治賞の獲得を目標に掲げた。

### ソフトバンク時代
2007年、キャンプ前の1月26日新人合同自主トレ期間中の午後西戸崎室内合宿所内の階段で足を踏み外して右足をひねり、1月27日福岡市内の病院で検査を受けた結果、右足首第４中側骨の捻挫で全治一週間と診断された。2月21日にはキャンプ中に腰を痛めて再び病院で精密検査を受け別メニュー調整となった。4月29日に四国アイランドリーグ連合相手に二軍先発で実戦デビューして初回に最速146km/hを記録したものの3回5安打2失点と思い通りには投げられなかった。6月2日に出場選手登録され6月9日に広島東洋カープとのセ・パ交流戦でプロ入り初先発し7回3失点(自責2)、2点ビハインドで降板した。8回に松中信彦のスリーランなど一挙4点と逆転し、広島のエース黒田博樹を相手にプロ入り初勝利を手にした。6月18日左前腕部に強い張りを訴え、出場選手登録を抹消、8月12日に昇格、対オリックス・バファローズ戦に先発し、地元関西の京セラドーム大阪で初登板を果たすが5回0/3を投げ4失点、プロ初黒星を喫した。8月25日対千葉ロッテマリーンズ戦で先発し6回まで3安打無失点と好投、7回に2つ四球を与えて降板したが6回1/3を無失点、本拠地福岡 Yahoo! JAPANドームでの初勝利となった。9月は2連敗し、先発8試合2勝4敗、防御率5.98と期待を裏切る形でシーズンを終えた。
2008年、3月25日、開幕ローテーション5枚目に抜擢され本拠地で先発、右打者を9人並べたロッテ打線に対し3回と8回を除いて全て三者凡退に抑えるなど1失点でプロ初完投でシーズン初勝利を記録、チームを2005年以来の開幕5連勝へと導いた。またこの試合でプロ初2桁奪三振（12奪三振）で球団6人目となる毎回奪三振を達成。3月中の毎回奪三振はプロ野球史上初の快挙だった。続く4月2日の対北海道日本ハムファイターズ戦でも先発し、初回に多村仁の先制3点本塁打で3点を貰うと、日本ハム打線に二塁を踏ませない投球で2安打6奪三振でプロ初の完封勝利、前回登板から15イニング無失点、2試合連続の完投、凖本拠地である北九州市民球場での初白星も手にした。しかしその後の4月の試合は先発4連敗。5月29日に北九州市民球場で行われた横浜ベイスターズとの交流戦では2回一死二塁の第1打席で小林太志の137km/hの直球を左翼席最前列へ弾き返しこれがプロ入り初本塁打となった。前日にはチームメイトで同じく投手のリック・ガトームソンもソロ本塁打を打っており、パ・リーグの投手による2試合連続本塁打は1969年の西鉄ライオンズの稲尾和久・池永正明以来39年ぶりの記録となった。投球では6回まで無失点と好投、7回に先頭から3連打となる吉村裕基のセンター前2点適時打により118球で途中降板し、代わった小椋真介、久米勇紀が1点差まで詰め寄られたもののチームトップタイの5勝目を記録、北九州でも連勝となった。その試合も含め交流戦に入ってから4試合連続のクオリティ・スタートと立て直し、交流戦5試合目の6月19日の対東京ヤクルトスワローズ戦では5失点したものの打線の援護に恵まれ、交流戦5試合の先発で4勝0敗、防御率3.06と活躍、球団初となる交流戦優勝へ貢献した。その後順調に勝ち星を重ねチーム最多の11勝を挙げたが、8月31日に福岡市内の病院で精密検査を受け、左肘遊離軟骨による炎症が認められ、9月1日に出場選手登録を抹消された。オフの10月21日に群馬県内の病院で左肘関節遊離体除去手術を受けた。
2009年、開幕6枚目としてローテーションに入るも、先発8試合で防御率6.39と振るわず、6月3日福岡市東区で自家用車を運転中に他の乗用車に接触され、同市内の病院で左手小指打撲と診断、出場選手登録を抹消された。6月20日の対横浜戦で8回5点リードからプロ入り初の中継ぎ登板し、下位打線ながら1回を無失点2三振に抑えた。次の6月30日から再び先発に戻ったが10先発で4勝5敗4.30という成績だったため、肘の炎症から復帰した和田毅が代わりにローテーションに入り、大隣は9月8日から再び中継ぎへ、9月10日対千葉ロッテ戦で初の救援初黒星も記録した。9月21日対千葉ロッテ戦で先発復帰し7回を無失点に抑え、攝津正との完封リレーで勝利した。最終的に8勝でシーズンを終えた。
2010年、開幕ローテーション2戦目の先発を勝ち取り、安定した投球を見せていたが打線の援護に恵まれず勝ち星につながることは少なかった。黒星がこみ始めると調子を落とし、6月9日に1勝7敗となり二軍での再調整を命じられた。その後は昇格、降格を繰り返し最終的に4勝9敗と負け越した。

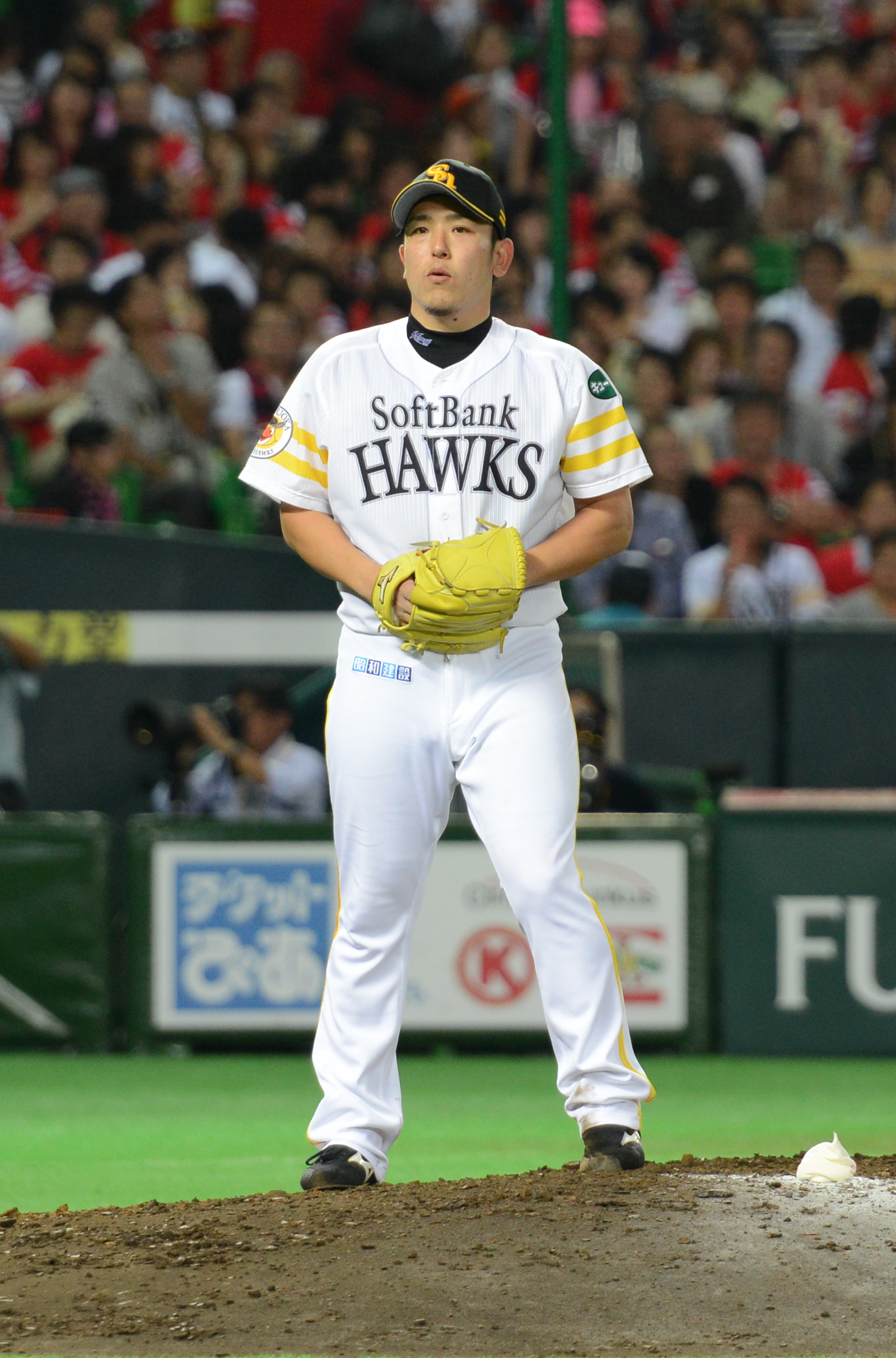
ソフトバンク時代（2014年10月2日 福岡ヤフオク!ドームにて）

CSファイナルステージでは10月18日第5戦に先発5回を投げ3安打無四球7奪三振無失点で1点リードのまま降板した。しかし後を継いだ投手が打たれたため勝ち投手になれなかった。
2011年、自主トレ中の1月29日にインフルエンザに感染してキャンプ合流が遅れ、春季キャンプ中の2月6日に父親が急性心不全で他界。調整遅れで開幕は二軍で迎えた。5月6日に一軍復帰しリリーフとして起用されるも4試合で防御率6.00と結果を残せず5月30日に登録抹消された。7月14日に再昇格して同日の対東北楽天ゴールデンイーグルス戦で8回を1安打無失点に抑えたが、球宴前で次の登板機会が無いため7月15日に登録抹消された。8月4日に一軍で先発予定だったが8月2日に体調不良に見舞われて昇格を断念、代役には大場翔太が選ばれオリックスを5回1失点に抑えた。9月16日に一軍昇格すると先発で3連勝し9月を終えた。
CSファイナルステージでは全試合ベンチ入りも出番が無かった。11月10日に日本シリーズ第5戦の先発をかけて行われた紅白戦で山田大樹に敗れたため、日本シリーズでは第2戦から第6戦までベンチ入りしたが登板機会は無かった。
10月25日、アジアシリーズには参加せず、ドミニカ共和国のウィンターリーグへの派遣が決まった。
オフには11月22日にタレントの嵐優子との結婚を発表し、同日ドミニカ共和国へ向けて出国した。ウィンターリーグでは11月26日から12月21日までの期間に5試合先発登板して23回を投げ、0勝2敗、防御率3.52、WHIP1.48の成績を残した。
2012年、調整不足からウエスタン・リーグの対オリックス戦で5回4失点(自責2)とアピールに失敗し、開幕ローテ入りこそ逃したものの、帆足和幸、ブラッド・ペニー、レニエル・ピントの離脱などで開幕直後にローテの座をつかむと、4月12日の対日本ハム戦で9回を投げ3安打無四球11奪三振と4年ぶりの完封勝利を挙げた。妻の勧めで2011年オフからメンタルトレーニングを導入した効果か、初戦から10試合連続でクオリティ・スタート達成、7月8日の対日本ハム戦で勝利を皮切りに8月24日対千葉ロッテ戦まで自身初の7連勝を記録して、7月度の月間MVPを受賞。以降シーズン終盤には0勝4敗と負けが続いたが、最終的に自身最多の12勝（5敗）を挙げ、防御率も自身最高の2.03(リーグ4位)を記録、リーグトップタイの3完封、チーム最多の6完投(リーグ2位)もマーク、QS率88.0%と非常に安定したピッチングを続けて試合を作りシーズンを終えた。
クライマックスシリーズファーストステージは10月15日の第3戦に先発し、4回にウィリー・モー・ペーニャのレフトフェンス直撃の適時二塁打で2点の援護を貰い、裏に中村剛也に左中間へソロ本塁打を許したものの、5回4安打1失点で1点リードのまま降板、無事クライマックスシリーズプロ入り初勝利を挙げ、チームのファイナルステージ進出を決めた。
オフの11月6日に、「侍ジャパンマッチ2012「日本代表 VS キューバ代表」」の日本代表が発表され代表入りした。11月16日の試合で、先発登板し強打のキューバから3奪三振を奪うなど2回無失点パーフェクトに抑えた。12月4日に、第3回WBC日本代表候補選手34人が発表され候補入りした。
2013年、2月20日に第3回WBC日本代表選手28人が発表され代表入りした。この大会では、3月6日第1ラウンドの対キューバ戦に先発し、2回まで6者連続凡退に抑えたが、3回先頭打者のヤズマニー・トマスに低めのスライダーを左中間中段に運ばれソロ本塁打で先制され、3回2安打無四球1失点で1点リードのまま降板し、敗戦投手となった。第2ラウンドでは3月12日対オランダ戦に先発し、初回先頭打者のアンドレルトン・シモンズに投じた2球目を左中間への本塁打とされたが、続くヘインリー・スタティア、ジョナサン・スコープ、アンドリュー・ジョーンズを3者連続の空振り三振とすると、2回先頭打者のクルト・スミスまで4者連続の空振り三振を奪った。2回裏に大量8点の援護を得て、3回表は三者凡退に抑え、3回を投げ1安打1四球6奪三振1失点で勝利投手となり、チームは1位通過での決勝トーナメント進出を決めた。ペナントレースでは開幕4戦目の4月2日対西武1回戦から先発ローテーション入りした。5月3日に腰痛を訴え出場選手登録を抹消され、5月23日に一軍に戻り、同日の対DeNA戦で腰の違和感を感じたが、強行出場して6回4失点で敗戦。5月31日の対広島戦でも先発し勝利投手となるが腰痛再発により6回途中で降板。ここまで3勝3敗、防御率3.38の成績を残していたが、6月1日に当季二度目の戦線離脱となった。福岡市内病院での診察の結果、難病の黄色靭帯骨化症と診断され、シーズン中の復帰は絶望的となった。6月21日に東京都内の病院で手術を受けた。10月22日、フェニックスリーグ対ロッテ戦で144日ぶりに実戦復帰し、8回から2番手として登板し打者3人をわずか5球で三者凡退に抑えた。
2014年、キャンプはB組でスタートし、2月15日からの首の張りで2月18日の紅白戦登板回避があったが、3月20日シーズン3度目の実戦となる三軍の練習試合対熊本ゴールデンラークス戦に3番手として登板し、術後最長の4回を投げ6安打2失点という投球だった。7月10日に一軍に合流し、7月11日に406日ぶり出場選手登録され、7月13日の札幌ドームでの対日本ハム戦において8回4点ビハインドから中継ぎで408日ぶりの一軍登板を果たし、打者3人全て内野ゴロで三者凡退と1回を無失点に抑えた。7月27日、対オリックス戦に先発し初回に1失点したものの、2回以降を無失点に抑え、7回を投げ3安打2四球1失点と好投し422日ぶりの勝利を果たした。黄色靭帯骨化症から復帰して一軍で勝利を挙げた初めての例となった。9月16日の首位攻防対オリックスで先発登板し、味方の2失策がありながらも9回を4安打無失点に抑え2012年7月15日以来の完封勝利を挙げた。10月2日、両チームの優勝がかかったオリックス・バファローズとのシーズン最終戦に先発、2回に細川亨の犠牲フライで1点の援護を得ると6回まで4安打無四球7奪三振無失点と好投して1点リードで降板、代わった森唯斗が原拓也に同点適時打を打たれて勝ち投手の権利は消失したが、延長10回の松田宣浩のサヨナラ打により3年ぶりのリーグ優勝となった。
CSファイナルステージでは10月15日第1戦に先発、7回2/3を投げ2失点で降板となったが、吉村裕基の逆転サヨナラ打によりチームは初戦を勝利した。10月20日第6戦も先発し7回を投げ6安打1四球6奪三振の無失点に抑えて勝利投手となり日本シリーズ進出に貢献した。日本シリーズは10月28日第3戦に先発、初回に内川聖一の先制適時打で援護を得ると、7回を投げ3安打1四球6奪三振の無失点に抑えてプロ入り初の日本シリーズ勝利投手となり、チームは勝ち越しの2勝目となった。10月30日はベンチ裏の選手サロンで日本一決定の瞬間を迎えたが、秋山幸二監督、松田選手会長に続き胴上げされ5度宙に舞った。
2015年、3月31日に福岡ヤフオク!ドームで行われた開幕第4戦目の対オリックス・バファローズ戦において、被安打4、無失点の完封勝利で順調な開幕スタートを切り、6月中旬までに、3完投、2完封で5勝を積み上げていたが、6月24日、左肘関節の炎症と診断され、離脱を余儀なくされる。結局、一軍公式戦では、通算で11試合に登板。通算投球イニングは74回1/3で、5勝4敗、防御率2.54を記録した。
2016年、7月10日の楽天戦に先発し、6回1失点で勝利投手となるが、一軍での登板はこの1試合のみに終わった。ウエスタン・リーグでは20試合に登板し、7勝7敗で防御率4.34という成績を残した。
2017年、一軍では前年同様1試合のみの登板で、3回2/3で6失点の0勝1敗。二軍でも22戦6勝4敗と勝ち越したが防御率は5.20と振るわず、11月5日に球団より戦力外通告が発表される。12月2日付で、自由契約選手として公示された。

### ソフトバンク退団後
他球団での現役続行を希望していたことから、2017年11月15日には12球団合同トライアウト（MAZDA Zoom-Zoom スタジアム広島）へ参加。シートバッティング形式で4人の打者と対戦したところ、山崎憲晴から二塁打を打たれながらも、残りの打者を2つの見逃し三振と三塁へのゴロに抑えた。
トライアウト後は、他球団からの獲得のオファーを待ちながら、母校の近畿大学で自主トレーニングに取り組んでいた。後に、千葉ロッテマリーンズから、入団テストを兼ねて2018年2月の石垣島春季キャンプへの参加を打診。合格へ至った。

### ロッテ時代
2018年、2月16日付で、ロッテと正式に契約。ソフトバンク時代のチームメイトで、2017年シーズンまでロッテに在籍していたジェイソン・スタンリッジから、背番号55を引き継いだ。移籍後の一軍初登板は5月2日の古巣のソフトバンク戦（ZOZOマリンスタジアム）の先発登板となったが、2回持たず7失点を喫し、即日二軍へ降格した。そのまま一軍に再昇格することなく、9月25日に球団からシーズン限りでの現役引退が発表された。10月3日、ヤフオク!ドームでの古巣ソフトバンク戦、先発で引退登板。先頭上林誠知に右前安打を打たれて降板、2番手の酒居知史が2四球と一塁手安田尚憲の失策で上林が生還しそれが決勝点となり敗戦投手となった。試合後には両チームの選手からマウンド上で胴上げされた。

### 現役引退後
引退後の10月16日、2019年からロッテ二軍投手コーチを務めることが発表された。背番号は78。

## プレースタイル・人物
平均球速約135km/hのストレートに鋭いスライダー、決め球のチェンジアップ、フォークを持ち球とする。
黄色靭帯骨化症の手術前は平均球速約138km/h、大学時代は最速152km/hを誇っていた。プロ入り当初は三振へのこだわりがあったが、力任せの投球から打たせて取るスタイルへとシフトしたことからスランプを脱しつつあった新垣渚の話を聞いてからは変化球を低めに集めてゴロを打たせる投球を心掛けるようになった。黄色靭帯骨化症からの復帰後は上述のように平均球速が3km/h以上遅くなり、2010年に当時の監督だった秋山幸二から言われた「球速ではなく緩急を使え」という言葉を思い出す機会が多くなり、緩い球をただ使うだけではなく、タイミングなどを考えるようになったという。
愛称は「トナリ」。競馬ファンとしても知られ、入団時に「将来は馬主になってトナリブライアンという馬を持ちたい」と語った。
ソフトバンク時代の同僚であった本多雄一とは生年月日が同じである。また、和田毅にはソフトバンク入団時にサインを考えてもらったことがある。

## 詳細情報

### 年度別投手成績
| 年 度      | 球 団        | 登 板 | 先 発 | 完 投 | 完 封 | 無 四 球 | 勝 利 | 敗 戦 | セ 丨 ブ | ホ 丨 ル ド | 勝 率 | 打 者 | 投 球 回 | 被 安 打 | 被 本 塁 打 | 与 四 球 | 敬 遠 | 与 死 球 | 奪 三 振 | 暴 投 | ボ 丨 ク | 失 点 | 自 責 点 | 防 御 率 | W H I P |
| ---------- | ------------ | ----- | ----- | ----- | ----- | -------- | ----- | ----- | -------- | ----------- | ----- | ----- | -------- | -------- | ----------- | -------- | ----- | -------- | -------- | ----- | -------- | ----- | -------- | -------- | ------- |
| 2007       | ソフトバンク | 8     | 8     | 0     | 0     | 0        | 2     | 4     | 0        | 0           | .333  | 196   | 43.2     | 43       | 7           | 24       | 0     | 2        | 33       | 3     | 0        | 30    | 29       | 5.98     | 1.53    |
| 2008       | ソフトバンク | 22    | 21    | 6     | 2     | 2        | 11    | 8     | 0        | 0           | .579  | 621   | 155.2    | 122      | 16          | 39       | 0     | 5        | 138      | 1     | 0        | 58    | 54       | 3.12     | 1.03    |
| 2009       | ソフトバンク | 26    | 21    | 0     | 0     | 0        | 8     | 10    | 0        | 0           | .444  | 565   | 129.1    | 144      | 19          | 41       | 0     | 5        | 107      | 2     | 0        | 73    | 66       | 4.59     | 1.43    |
| 2010       | ソフトバンク | 20    | 19    | 0     | 0     | 0        | 4     | 9     | 0        | 0           | .308  | 482   | 110.2    | 116      | 12          | 43       | 0     | 1        | 91       | 4     | 1        | 57    | 53       | 4.31     | 1.44    |
| 2011       | ソフトバンク | 9     | 4     | 0     | 0     | 0        | 3     | 0     | 0        | 0           | 1.000 | 133   | 34.2     | 22       | 2           | 4        | 0     | 3        | 33       | 1     | 0        | 9     | 9        | 2.34     | 0.75    |
| 2012       | ソフトバンク | 25    | 25    | 6     | 3     | 1        | 12    | 8     | 0        | 0           | .600  | 705   | 177.1    | 147      | 9           | 46       | 0     | 4        | 134      | 4     | 0        | 45    | 40       | 2.03     | 1.09    |
| 2013       | ソフトバンク | 7     | 7     | 0     | 0     | 0        | 3     | 3     | 0        | 0           | .500  | 179   | 42.2     | 42       | 3           | 10       | 0     | 1        | 29       | 0     | 0        | 19    | 16       | 3.38     | 1.22    |
| 2014       | ソフトバンク | 9     | 8     | 1     | 1     | 0        | 3     | 1     | 0        | 0           | .750  | 204   | 55       | 34       | 2           | 14       | 0     | 2        | 45       | 0     | 0        | 11    | 10       | 1.64     | 0.87    |
| 2015       | ソフトバンク | 11    | 11    | 3     | 2     | 1        | 5     | 4     | 0        | 0           | .556  | 300   | 74.1     | 62       | 9           | 15       | 0     | 6        | 35       | 1     | 0        | 25    | 21       | 2.54     | 1.04    |
| 2016       | ソフトバンク | 1     | 1     | 0     | 0     | 0        | 1     | 0     | 0        | 0           | 1.000 | 25    | 6.0      | 4        | 0           | 2        | 0     | 2        | 4        | 0     | 0        | 1     | 1        | 1.50     | 1.00    |
| 2017       | ソフトバンク | 1     | 1     | 0     | 0     | 0        | 0     | 1     | 0        | 0           | .000  | 20    | 3.2      | 9        | 3           | 1        | 0     | 0        | 1        | 0     | 0        | 6     | 6        | 14.73    | 2.73    |
| 2018       | ロッテ       | 2     | 2     | 0     | 0     | 0        | 0     | 2     | 0        | 0           | .000  | 14    | 1.2      | 8        | 2           | 0        | 0     | 0        | 0        | 0     | 0        | 8     | 7        | 37.80    | 4.80    |
| 通算：12年 | 通算：12年   | 141   | 128   | 16    | 8     | 4        | 52    | 50    | 0        | 0           | .510  | 3444  | 834.2    | 753      | 84          | 239      | 0     | 31       | 650      | 16    | 1        | 342   | 312      | 3.36     | 1.19    |

- 各年度の太字はリーグ最高

### 年度別守備成績
| 年 度 | 球 団        | 投手  | 投手  | 投手  | 投手  | 投手  | 投手     |
| 年 度 | 球 団        | 試 合 | 刺 殺 | 補 殺 | 失 策 | 併 殺 | 守 備 率 |
| ----- | ------------ | ----- | ----- | ----- | ----- | ----- | -------- |
| 2007  | ソフトバンク | 8     | 3     | 10    | 0     | 1     | 1.000    |
| 2008  | ソフトバンク | 22    | 6     | 24    | 0     | 2     | 1.000    |
| 2009  | ソフトバンク | 26    | 2     | 23    | 1     | 2     | .962     |
| 2010  | ソフトバンク | 20    | 2     | 18    | 2     | 2     | .909     |
| 2011  | ソフトバンク | 9     | 1     | 2     | 0     | 0     | 1.000    |
| 2012  | ソフトバンク | 25    | 9     | 27    | 0     | 1     | 1.000    |
| 2013  | ソフトバンク | 7     | 1     | 11    | 0     | 0     | 1.000    |
| 2014  | ソフトバンク | 9     | 3     | 16    | 0     | 1     | 1.000    |
| 2015  | ソフトバンク | 11    | 3     | 9     | 0     | 0     | 1.000    |
| 2016  | ソフトバンク | 1     | 0     | 3     | 0     | 1     | 1.000    |
| 2017  | ソフトバンク | 1     | 0     | 1     | 0     | 0     | 1.000    |
| 2018  | ロッテ       | 2     | 0     | 0     | 0     | 0     | ----     |
| 通算  | 通算         | 141   | 30    | 144   | 3     | 10    | .983     |

### WBCでの投手成績
| 年 度 | 代 表 | 登 板 | 先 発 | 勝 利 | 敗 戦 | セ ｜ ブ | 打 者 | 投 球 回 | 被 安 打 | 被 本 塁 打 | 与 四 球 | 敬 遠 | 与 死 球 | 奪 三 振 | 暴 投 | ボ ｜ ク | 失 点 | 自 責 点 | 防 御 率 |
| ----- | ----- | ----- | ----- | ----- | ----- | -------- | ----- | -------- | -------- | ----------- | -------- | ----- | -------- | -------- | ----- | -------- | ----- | -------- | -------- |
| 2013  | 日本  | 2     | 2     | 1     | 1     | 0        | 22    | 6.0      | 3        | 2           | 1        | 0     | 0        | 7        | 0     | 0        | 2     | 2        | 3.00     |

### 表彰
- 月間MVP：1回（投手部門：2012年7月）

### 記録
初記録
投手記録
- 初登板・初先発・初勝利：2007年6月9日、対広島東洋カープ4回戦（広島市民球場）、7回3失点
- 初奪三振：同上、1回裏に栗原健太から空振り三振
- 初完投勝利・毎回奪三振：2008年3月25日、対千葉ロッテマリーンズ2回戦（福岡Yahoo! JAPANドーム）、9回12奪三振1失点
- 初完封勝利：2008年4月2日、対北海道日本ハムファイターズ2回戦（北九州市民球場）

打撃記録
- 初打席・初安打：2007年6月9日、対広島東洋カープ4回戦（広島市民球場）、2回表に黒田博樹から左前安打
- 初本塁打・初打点：2008年5月29日、対横浜ベイスターズ2回戦（北九州市民球場）、2回表に小林太志から左越2ラン

その他の記録
- 初登板で対戦した第一打者に被本塁打：上記の「初登板」の項を参照、1回裏無死に梵英心に中越先頭打者本塁打 ※史上54人目（パ・リーグ2人目）
- オールスターゲーム出場：1回（2012年）

### 背番号
- 28（2007年 - 2017年）
- 55（2018年）
- 78（2019年 - ）

### 登場曲
- 「My Way」Def Tech
- 「IT'S OK feat. AI」AK-69
- 「ONE」AK-69（2012年）
- 「SWAG WALK」AK-69（2013年）
- 「START IT AGAIN」AK-69（2014年 - 2015年、2018年）
- 「青い春」back number（2016年 - 2017年）

### 代表歴
- 2013 ワールド・ベースボール・クラシック日本代表